# Paragwaj na Letnich Igrzyskach Olimpijskich 1976
Paragwaj na Letnich Igrzyskach Olimpijskich 1976 reprezentowało 4 zawodników. Był to 3. start reprezentacji Paragwaju na letnich igrzyskach olimpijskich.

## Skład kadry

### Lekkoatletyka
Mężczyźni
- Eusebio Cardoso - maraton - 43. miejsce

### Pływanie
Mężczyźni
- Julio Abreu

200 metrów st. klasycznym - odpadł w eliminacjach
200 metrów st. motylkowym - odpadł w eliminacjach
400 metrów st. zmiennym - odpadł w eliminacjach

### Strzelectwo
Mężczyźni
- Reinaldo Ramírez - karabin małokalibrowy, trzy postawy, 50 m - 55. miejsce

### Szermierka
Mężczyźni
- César Bejarano - szpada - 39. miejsce